# Iranian Journal of Allergy, Asthma and Immunology
Das Iranian Journal of Allergy, Asthma and Immunology, abgekürzt Iran. J. Allergy Asthma Immunol., ist eine wissenschaftliche Fachzeitschrift, die von der Tehran University of Medical Sciences im Auftrag der iranischen Gesellschaft für Asthma und Allergie (ISAA) veröffentlicht wird. Die Zeitschrift erscheint mit vier Ausgaben im Jahr im Open Access. Es werden Arbeiten veröffentlicht, die sich mit Fragestellungen zu Asthma, Allergie und Immunologie beschäftigen.
Der Impact Factor lag im Jahr 2014 bei 0,989. Nach der Statistik des ISI Web of Knowledge wird das Journal mit diesem Impact Factor in der Kategorie Allergologie an 19. Stelle von 24 Zeitschriften und in der Kategorie Immunologie an 135. Stelle von 148 Zeitschriften geführt.